# Дрвінка
Дрвінка (пол. Drwinka (dopływ Wisły)) — річка в Польщі, у Велицькому й Бохенському повітах Малопольського воєводства. Права притока Вісли, (басейн Балтійського моря).

## Опис
Довжина річки 31,05 км, найкоротша відстань між витоком і гирлом — 24,56  км, коефіцієнт звивистості річки — 1,27 . Формується безіменними струмками.

## Розташування
Бере початок у місті Неполомиці. Тече переважно на північний схід через Дрвіню, Зельону і на північно-східній стороні від Сьвіняри впадає у річку Віслу.
Населені пункти вздовж берегової смуги: Воля-Баторська, Забежув-Бохенський.

## Цікавий факт
- У місті Неполомиці річку перетинає автошлях  75 (Победник-Великий — Непомолиці — Шарвув).